# QtRuby
QtRuby est une implémentation du framework Qt pour le langage Ruby. Korundum ajoute de nouvelles fonctionnalités pour l'environnement de bureau KDE.
QtRuby est supporté par Linux (et autre système Unix), ainsi que Mac OS X et Microsoft Windows.

## QtRuby Hello World
```
require
 
'Qt4'

app
 
=
 
Qt
::
Application
.
new
(
ARGV
)

hello
 
=
 
Qt
::
PushButton
.
new
(
'Hello World!'
)

hello
.
resize
(
100
,
 
30
)

hello
.
show

app
.
exec

```

La documentation de Korundum propose une version plus "rubyish" de ce programme.

## Applications notables utilisant QtRuby
- Kubeplayer, un player vidéo en ligne[2].
- Kaya, une application Qt/KDE proposant un jeu d'échecs et ses variantes[3].

## Statut et maintenance
La dernière source qt4-qtruby-2.2.0 datant de décembre 2011 supporte Ruby1.9 et donc 1.8.